# Huizen
Huizen (prononcé en néerlandais : [ˈɦœʏzə(n)] ) est un village et une commune néerlandaise, située dans le sud-est de la province de Hollande-Septentrionale. Au 31 janvier 2022, la commune compte 40 945 habitants.

## Géographie
Huizen se trouve dans le Gooi, sur la rive sud du Gooimeer, lac sur lequel elle a une marina. Elle fait face à la province de Flevoland, sur la rive nord. La commune couvre une superficie de 23,32 km2 dont 7,51 km2 d'eau.

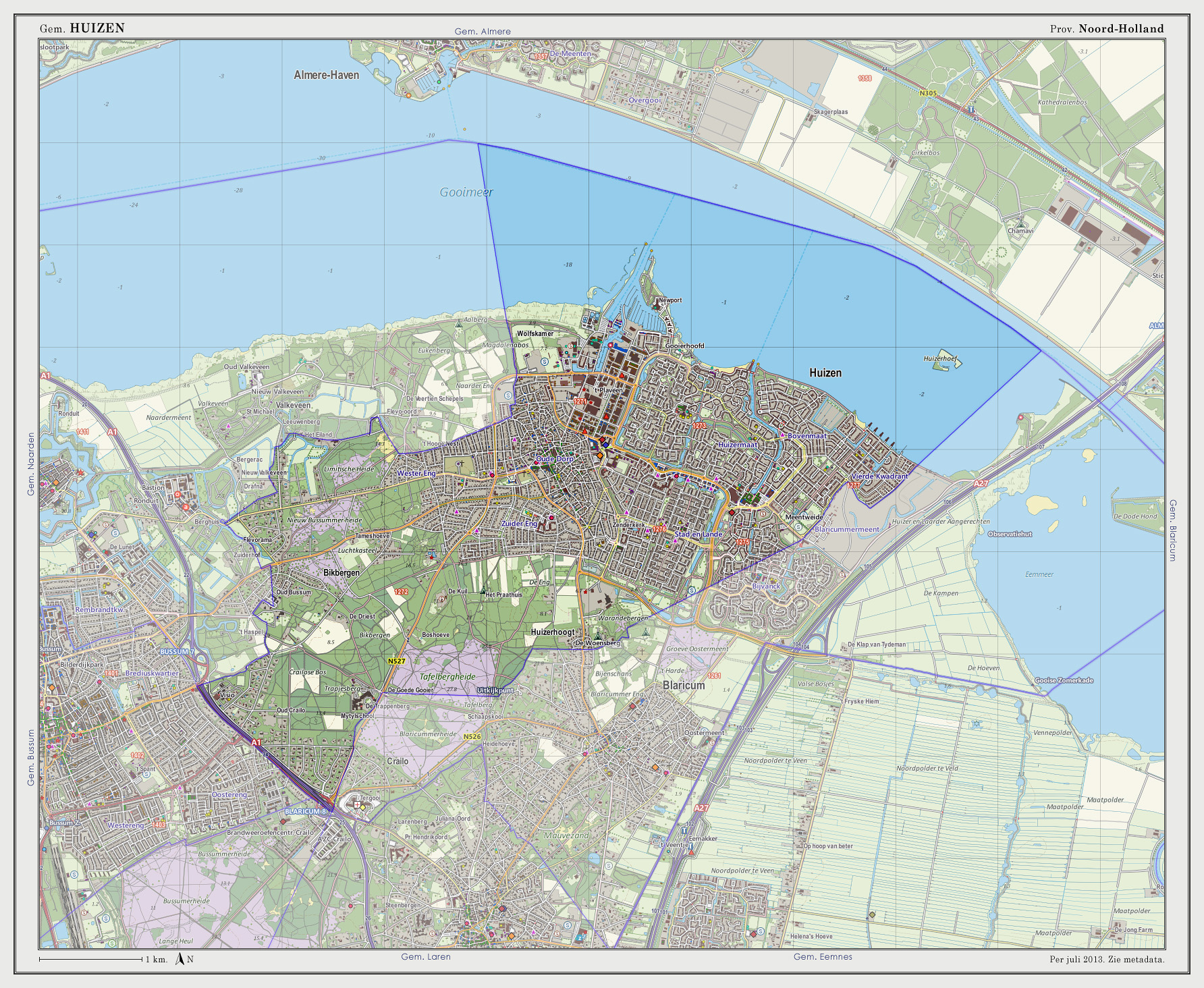
Carte topographique de la commune (2013).
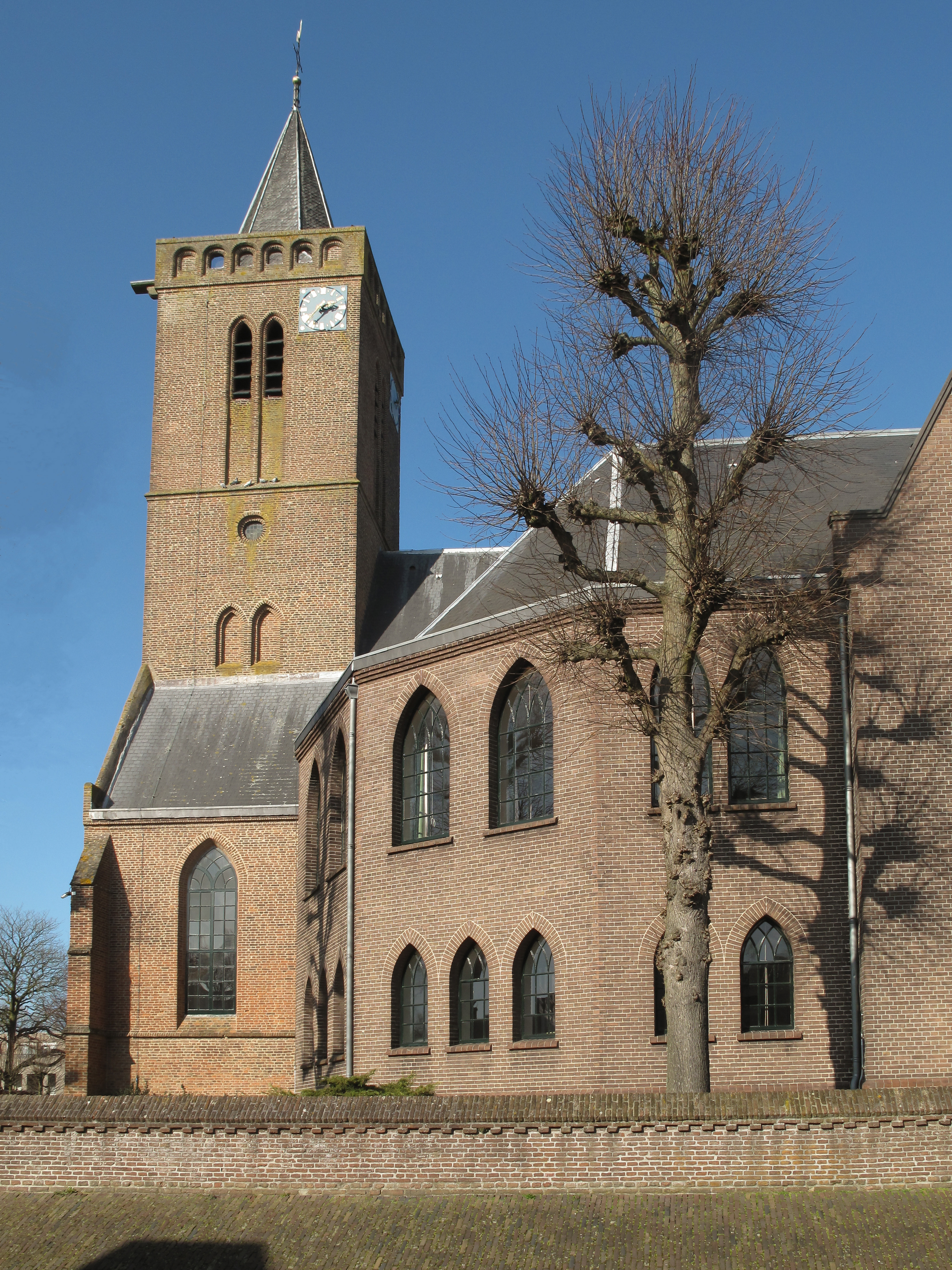
Huizen, l'église : de Oude Kerk.
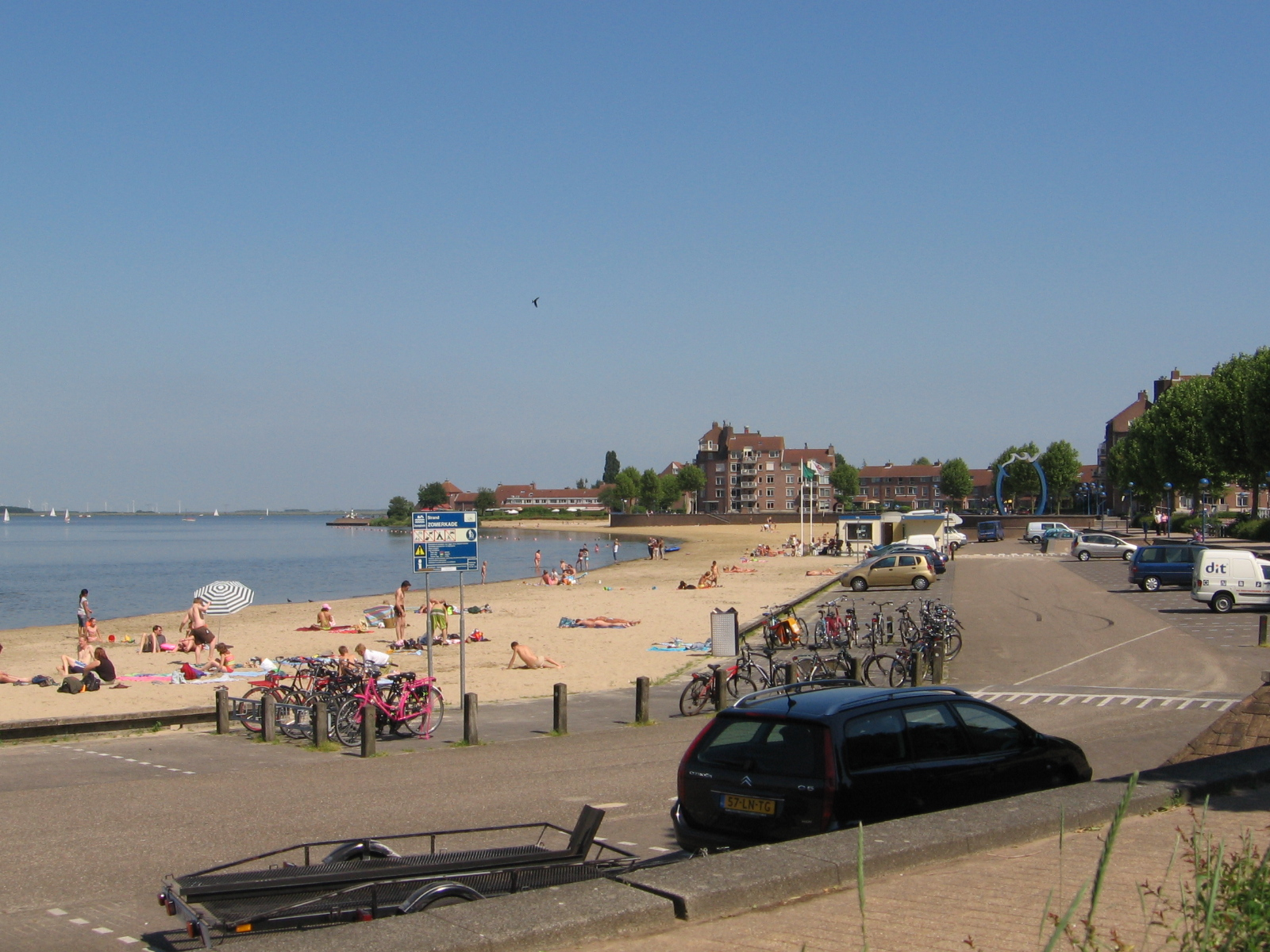
La plage sur le Gooimeer en 2006.

## Personnalités liées à la commune
- Karel Voous, ornithologue, né et mort à Huizen.
- Dorret Boomsma (née en 1957 à Huizen), biopsychologue spécialisée en génétique et dans l'étude de jumeaux, prix Spinoza 2001.
- Gzim Selmani (né en 1994 à Amsterdam), catcheur et combattant d'arts martiaux mixtes néerlando-albanais.
- Sofyan Amrabat (né en 1996 à Blaricum), footballeur international marocain ayant grandi à Huizen.
- Nordin Amrabat (né en 1987 à Naarden), footballeur international marocain ayant grandi à Huizen.